# Gian Luca Chiavari
Gian Luca Chiavari (Roma, 11 gennaio 1935) è un nobile e dirigente d'azienda italiano.

## Biografia
Gian Luca Chiavari è nato a Roma l'11 gennaio 1935. I marchesi Chiavari provengono dal patriziato genovese. È il figlio del marchese Gian Gerolamo Chiavari, ambasciatore dell'Ordine nella Repubblica Italiana, e della contessa Laura Pallavicino.
Dopo aver studiato all'Università degli Studi di Genova, ha conseguito il dottorato di ricerca in economia ed è stato delegato italiano all'Associazione Internazionale degli Studenti di Economia.
Ha prestato servizio militare come ufficiale presso il Reggimento equestre genovese.
È stato membro del consiglio di amministrazione di Shell Italia fino al 1994 e ha lavorato per il gruppo Shell all'estero per diversi anni.
È stato vicepresidente del Corpo della nobiltà italiana ed è stato presidente dell'Associazione della nobiltà ligure.
È entrato nel Sovrano Militare Ordine di Malta nel 1979 e ha emesso il voto di obbedienza nel 1983. Il Capitolo Generale del 1999 lo ha eletto alla carica di Ricevitore del Comun Tesoro. I Capitoli Generali del giugno del 2004 e dell'8 giugno 2009 lo hanno riconfermato.
È stato vicepresidente del pellegrinaggio della lingua italiana e membro del consiglio del comitato per i pellegrinaggi a Lourdes. È stato anche membro del Consiglio dell'Associazione italiana dell'Ordine e membro del comitato consultivo per le comunicazioni dell'Ordine.
È sposato con la contessa Elena Cattaneo della Volta di Belforte, dama di onore e devozione in obbedienza, e ha tre figli.